# Juan Miguel Ojeda Gauto
Juan Miguel Ojeda Gauto (Asunción, 4 aprile 1998) è un calciatore paraguaiano, difensore del Boyacá Chicó.

## Carriera

### Club
Cresciuto nel settore giovanile dello Sp. Luqueño, ha esordito in prima squadra il 1º aprile 2019 disputando l'incontro di División Profesional vinto 3-1 contro il River Plate.

### Nazionale
Ha giocato nella nazionale paraguaiana Under-17.

## Statistiche

### Presenze e reti nei club
Statistiche aggiornate al 17 gennaio 2022.
| Stagione        | Squadra         | Campionato      | Campionato | Campionato | Coppe nazionali | Coppe nazionali | Coppe nazionali | Coppe continentali | Coppe continentali | Coppe continentali | Altre coppe | Altre coppe | Altre coppe | Totale | Totale |
| Stagione        | Squadra         | Comp            | Pres       | Reti       | Comp            | Pres            | Reti            | Comp               | Pres               | Reti               | Comp        | Pres        | Reti        | Pres   | Reti   |
| --------------- | --------------- | --------------- | ---------- | ---------- | --------------- | --------------- | --------------- | ------------------ | ------------------ | ------------------ | ----------- | ----------- | ----------- | ------ | ------ |
| 2019            | Sp. Luqueño     | DP              | 14         | 1          |                 | -               | -               |                    | -                  | -                  |             | -           | -           | 14     | 1      |
| 2020            | Sp. Luqueño     | DP              | 11         | 1          |                 | -               | -               | CS                 | 2                  | 0                  |             | -           | -           | 13     | 1      |
| 2021            | 12 de Octubre   | DP              | 18         | 1          |                 | -               | -               | CS                 | 3                  | 0                  |             | -           | -           | 21     | 1      |
| 2022            | Cuiabá          | A               | 0          | 0          | CB              | 0               | 0               | CS                 | 0                  | 0                  |             | -           | -           | 0      | 0      |
| Totale carriera | Totale carriera | Totale carriera | 43         | 3          |                 | 0               | 0               |                    | 5                  | 0                  |             | -           | -           | 48     | 0      |